# Gemeindeformen Colorados
Nach Sektion 13 von Artikel XIV der Verfassung des Bundesstaates Colorado sind die Gemeindeformen Colorados zu organisieren und zu klassifizieren. Dabei soll es nicht mehr als vier Klassen geben, innerhalb derer die unterschiedlichen Kommunen jeweils gleichen gesetzlichen Rahmenbedingungen unterliegen. Dabei legt eine Kommune selbst fest, zu welcher dieser Klassen sie gehört. Derzeit gibt es 262 aktive sogenannte incorporated municipalities, also kommunale Körperschaften mit beurkundeten Statuten. Unter ihnen nimmt allein Georgetown eine gewisse Sonderrolle ein, weil es zu keiner dieser vier Klassen gehört.
Das Gesetz Colorados macht relativ geringe Unterscheidungen zwischen City und Town. Im Allgemeinen haben Cities mehr Einwohner als Towns, wobei die Town of Parker und die Town of Castle Rock jeweils mehr als 35.000 Einwohner haben und die City of Black Hawk weniger als 120 Einwohner hat. Die Town of Garden City, die Town of Lake City, die Town of Orchard City, und die Town of Sugar City sind trotz des Namensbestandteils City am Ende ihres Namens Statutory Towns.
Village und Township sind im Bundesstaat Colorado im Sinne der Klassifizierung keine rechtlich relevanten Begriffe. So führen Cherry Hills Village, Greenwood Village, Log Lane Village, Mountain Village und Snowmass Village die Bezeichnung Village in ihrem Namen. Andere Städte verwenden sie hingegen im Namen von einzelnen Stadtteilen.

## Consolidated City and County

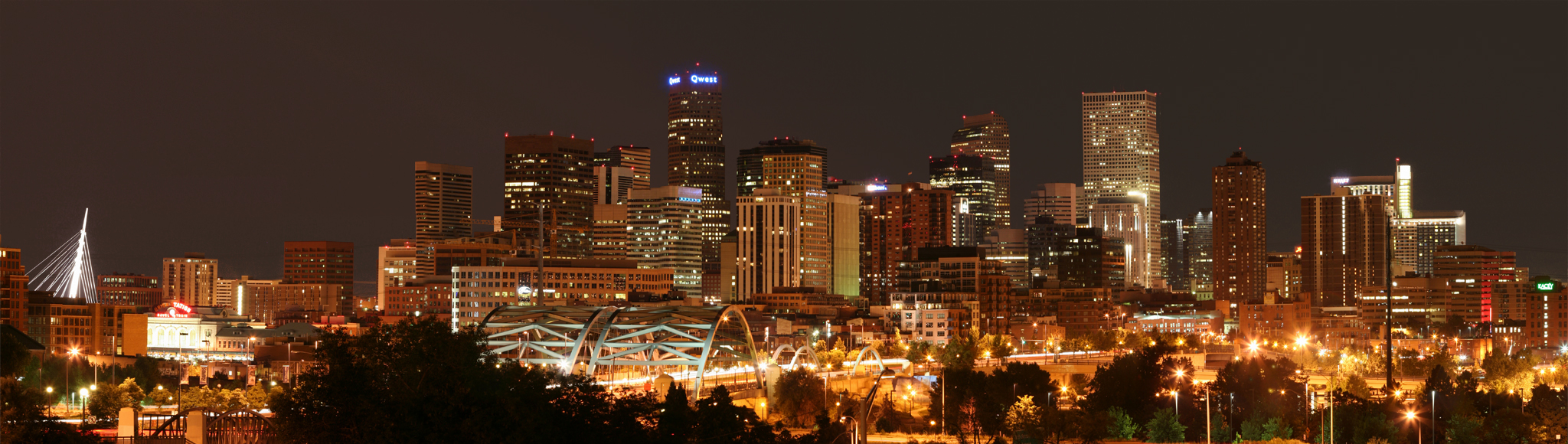
Die City and County of Denver ist eine von zwei Städten in Colorado, die gleichzeitig auch County sind.

Innerhalb von Colorado sind nur in Denver und Broomfield die County- und Kommunalverwaltung jeweils zu einem einzigen Verwaltungsapparat zusammengefasst. Gleichzeitig haben diese beiden Städte auch alle Rechte, die in den Statuten Colorados unter Titel 30, Artikel 11, Sektion 101 beschrieben werden.
- Denver und das Denver County sind eine politische und gesellschaftliche Einheit. Diese steht unter der Regelung des Artikels XX, Sektion 4 der Verfassung des Bundesstaates Colorado. Denver hat einen gewählten Bürgermeister und einen Stadtrat mit 13 Mitgliedern, wovon elf von den Stadtbezirken und zwei Mitglieder allgemein gewählt werden. Denver ist eine der wenigen Städte in den Vereinigten Staaten, die sowohl eine Polizei, als auch einen Sheriff hat.[3]

- Broomfield liegt als Stadt auf ehemaligen Teilen benachbarter Counties. Unter den Regeln des Artikel XX, Sektionen 10–13 der Verfassung Colorados sind diese aus den benachbarten Counties ausgegliedert und zu „The City and County of Broomfield“ zusammengefasst. Broomfield hat einen ernannten City und County Manager (Oberstadtdirektor), einen gewählten Bürgermeister und einen Stadtrat, dessen elf Mitglieder durch den Bürgermeister und jeweils zwei Mitglieder aus fünf Wards gestellt werden.[4]

## Home Rule Municipality

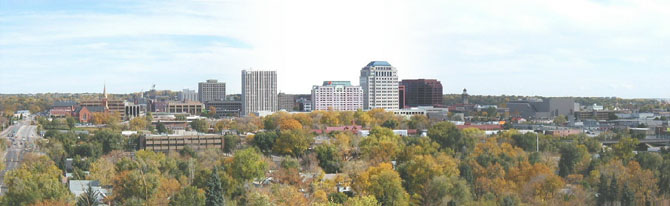
Die City of Colorado Springs ist die einwohnerreichste Home Rule Municipality im Bundesstaat Colorado.

Colorado hat 62 Citys und 27 Towns, die als Home Rule Municipality ‚selbstverwaltende Kommune‘ statuiert sind. Die gesetzlichen Grundlagen hierzu finden sich in Sektionen 6 und 9 von Artikel XX der Verfassung und Titel 31, Artikel 1, Sektion 202 der Statuten Colorados und der Home Rule Charter der jeweiligen Gemeinde.

## Statutory City

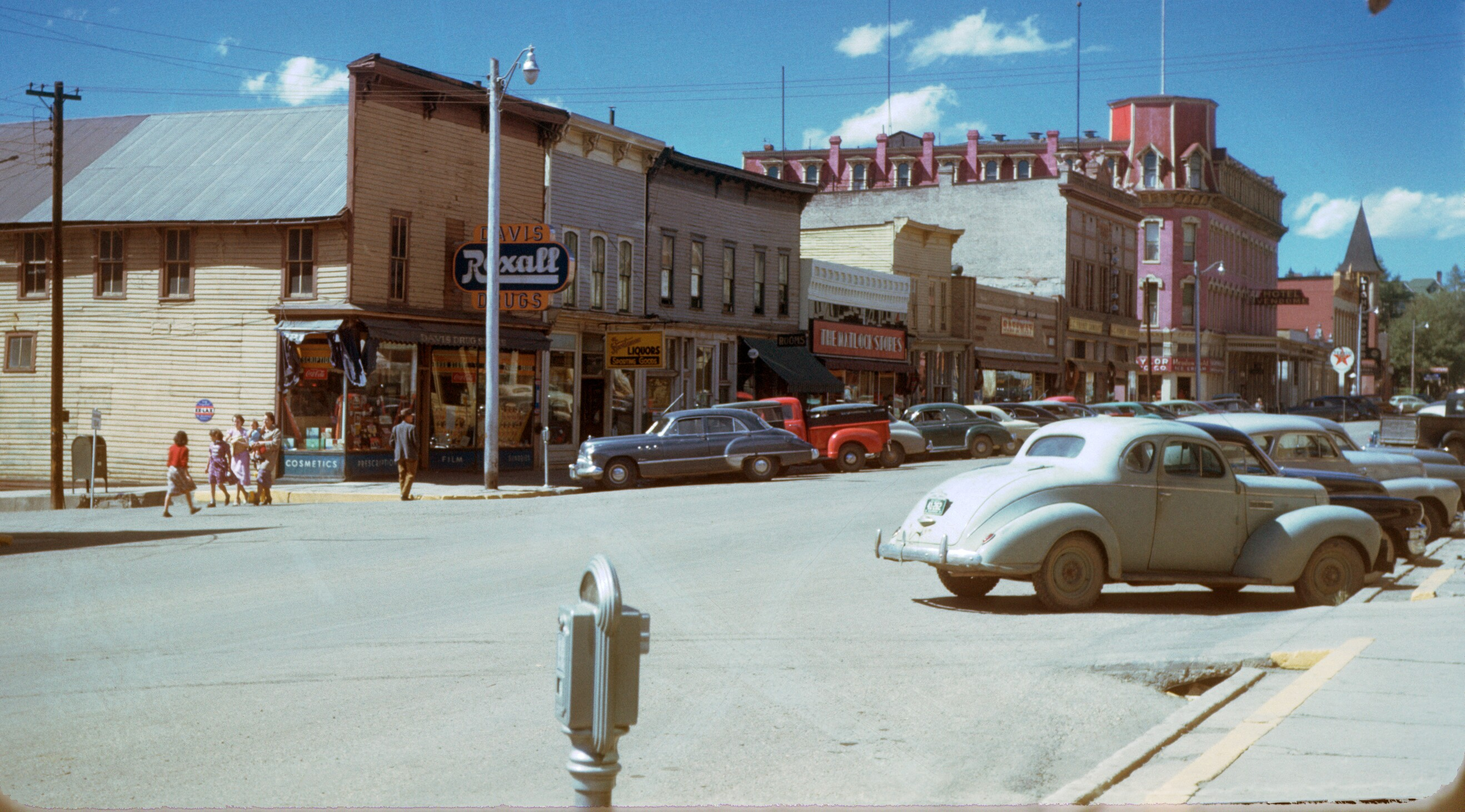
Die City of Leadville ist eine Statutory City.

Colorado hat 11 Orte, die als Statutory Cities konstituiert sind. Hierzu finden sich die gesetzlichen Regelungen in  Sektionen 6 und 9 von Artikel XX der Verfassung und unter Titel 31 in Sektion 203 von Artikel 1 und ab Sektion 101 oder auch ab Sektion 201 von Artikel 4 der Statuten Colorados. Diese Städte haben einen gewählten Bürgermeister und einen Stadtrat, der aus dem Bürgermeister und zwei Mitgliedern jedes Wahlbezirkes zusammengesetzt wird. Ein solcher Ort kann ersuchen, dass er im Sinne der Sektion 201 eine Statutory City mit einem ernannten City Manager und einem zusätzlichen durch die Gesamtheit gewählten Mitglied des Stadtrates regiert wird. Dabei kann der Bürgermeister das durch die Gesamtheit gewählte Mitglied sein oder der Stadtrat kann einen Bürgermeister bestimmen.

## Statutory Town

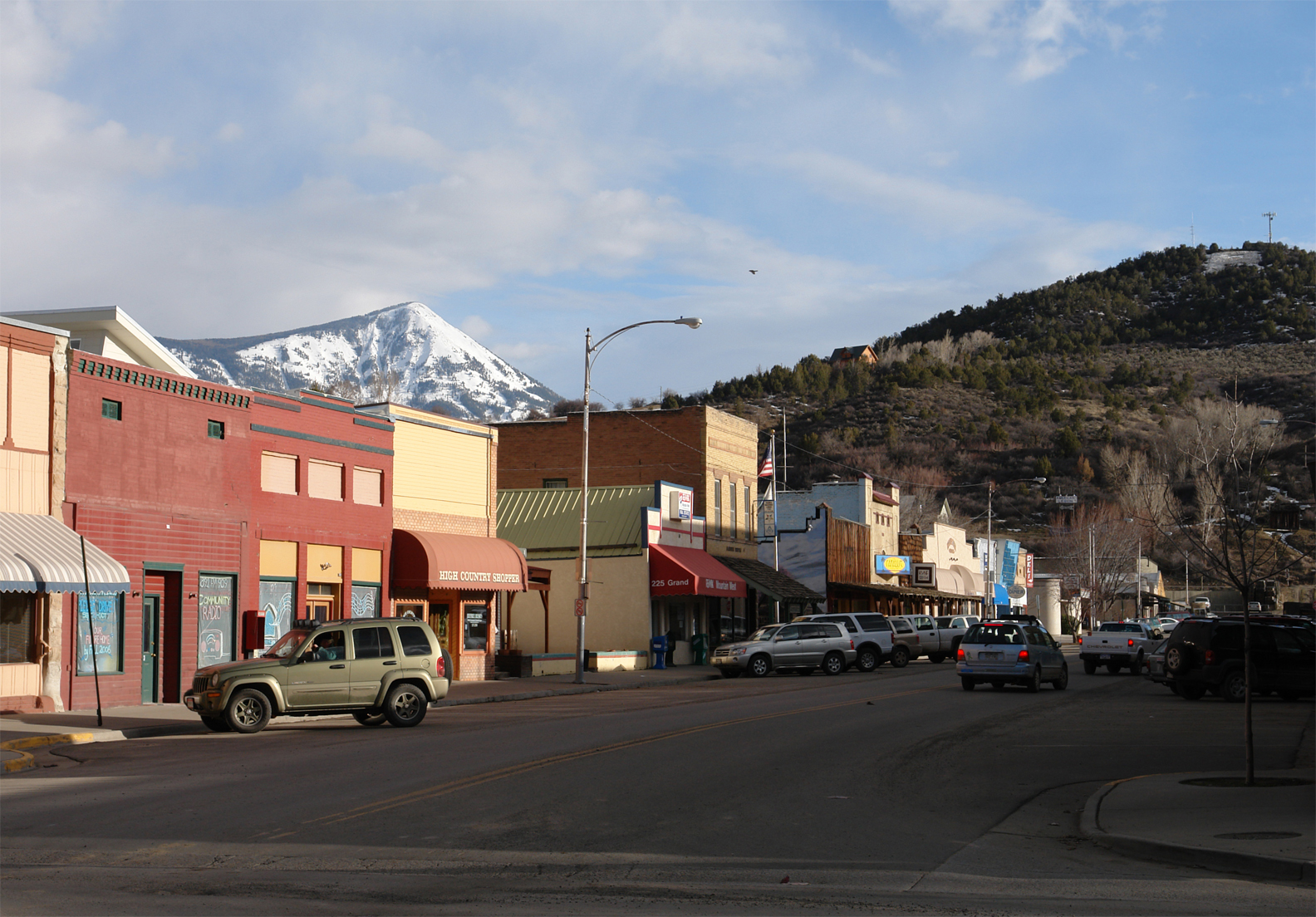
Die Town of Paonia ist eine Statutory Town.

Colorado hat 159 Statutory Towns. Auch hierzu finden sich die gesetzlichen Regelungen in  Sektionen 6 und 9 von Artikel XX der Verfassung und in Artikel 1 des Titels 31 der Statuten Colorados in Sektion 203, in Artikel 4 ebd. jedoch ab Sektion 301. Statutory Towns haben einen gewählten Bürgermeister und ein Board of Trustees, das aus dem Bürgermeister und vier oder sechs weiteren von der Gesamtheit gewählten Mitgliedern gebildet wird.

## Territorial Charter Municipality

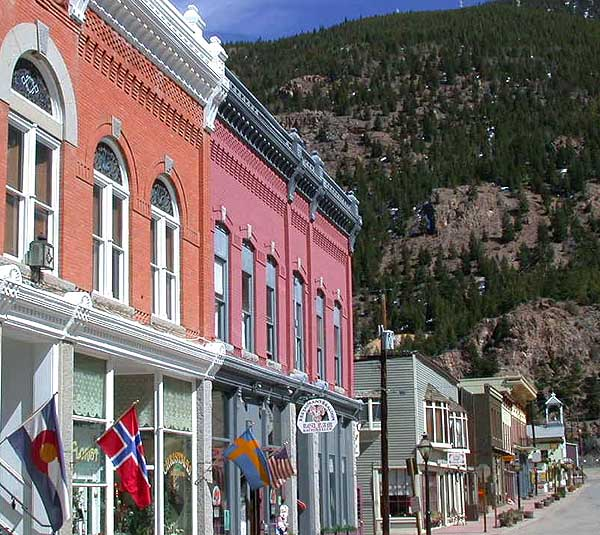
Die Town of Georgetown ist die einzige verbliebene Territorial Charter Municipality im Bundesstaat Colorado.

Georgetown ist die einzige noch existierende Siedlung in Colorado, die noch unter den Bestimmungen der Charta des Colorado-Territoriums statuiert ist. Die Town of Georgetown unterliegt den Bestimmungen des Artikels XIV, Sektion 13 der Charta und Verfassung des Colorado-Territoriums. Der Bürgermeister wird als Police Judge bezeichnet und der Stadtrat wird durch einen Board of Selectmen gebildet.